# Овални прозор
Овални прозор (енгл. oval window, лат. fenestra ovalis, fenestra vestibuli) овални је отвор у зиду предворја (вестибулума) коштаног лавиринта ува. Прекривен је мембраном између средњег ува и пужнице унутрашњег ува.

## Анатомија
Анатомски гледано овални отвор је бубрежастог облика који води из бубне дупље у предворје унутрашњег ува;  пречник му је хоризонталан, а конвексна ивица му је према горе. Прекрива га танка мембрана на коју се ослања стопало слушне кошчице узенгије (стапеса) која је углављена у овај отвор, помоћу прстенастенастог (ануларног) лигамент који је фикциран за ивицу форамена.
У средњем уву, испод овалног прозора налази се округли прозор који вибрира у супротној фази од вибрација које улазе у унутрашње уво кроз овални прозор. На тај начин је омогућено кретање течности у пужници.

## Физиологија
Вибрације које додирују бубну мембрану преносе се преко три ушне кошчице  чекића, наковња и узенгије (стремена) до овалног прозора.
Када се звучни таласи преносе од бубне опне до овалног прозора, средње уво функционише као акустични трансформатор који  смањује амплитуду и повећава  снагу звучне таласе пре него што они пређу у унутрашње уво. Притисак звучних таласа на овални прозор је око 20 пута већи него на бубну опну.
Притисак се повећава због разлике у величини између релативно велике површине бубне опне и мање површине овалног прозора. Овални прозор који је граница средњег ува са унутрашњим увом и има функцију усклађивања мале импедансе ваздуха у слушном каналу и велике импенденце лимфне течности у средњем уху, што омогућава пренос звука из ваздуха (спољног уха) на  течност (кохлеа).

## Патологија
Конгенитално одсуство овалног прозора карактерише урођени кондуктивни губитак слуха. Ово реткос стање може бити повезано са аномалијом хоризонталног канала фацијалног нерва. Може се дијагностиковати на компјутеризованој томографији.

## Галерија
- Поглед на унутрашњи зид бубне опне (црни круг при врху-означен као FenOvale)
- Кохлеа